# Johann Achmed de Miranda (politicus)

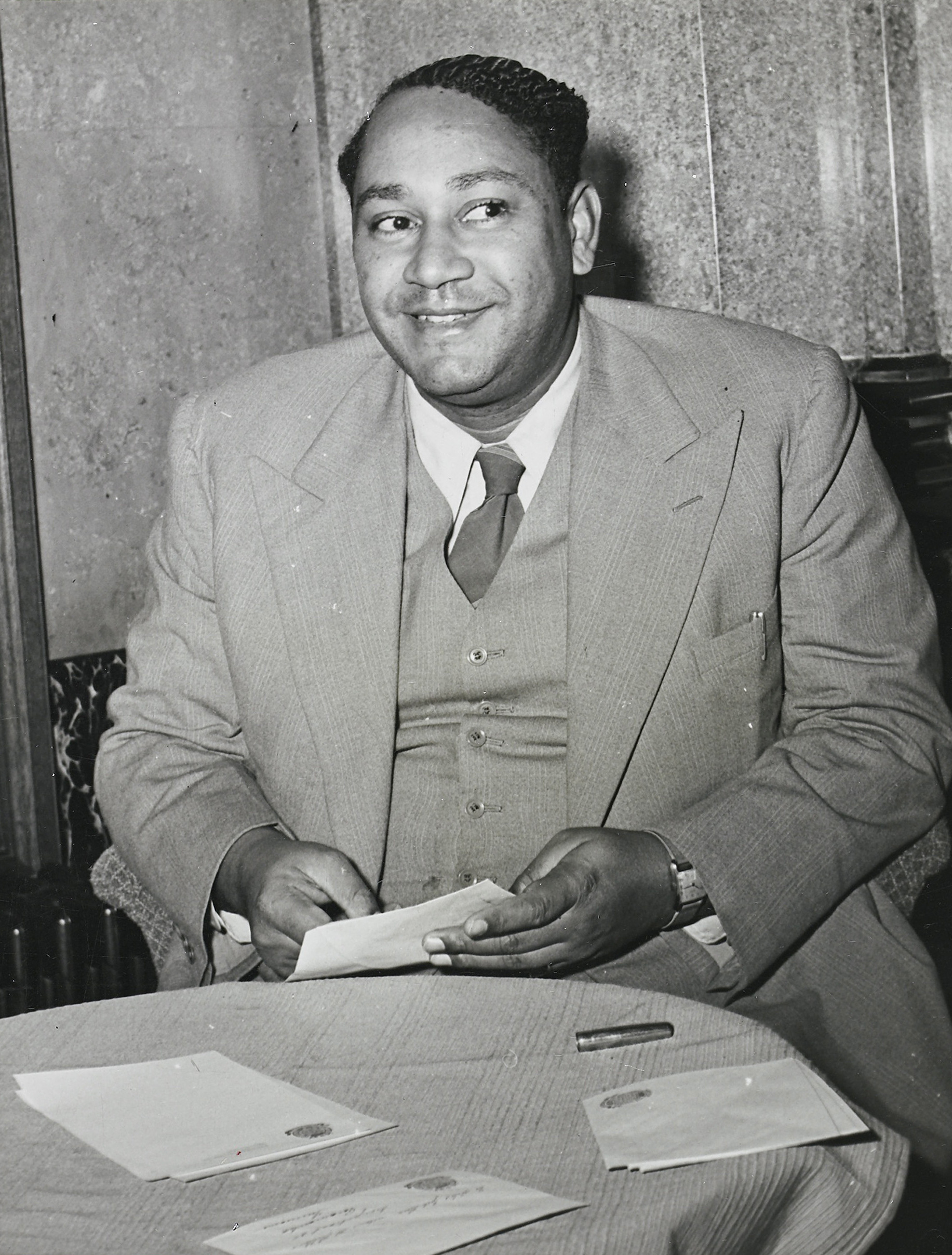
J.A. de Miranda (1948)

Johann Achmed (Johan) de Miranda (Paramaribo, 17 april 1913 – aldaar, 16 april 1987) was een Surinaams notaris en politicus.

## Biografie
De Miranda werd geboren als zoon van Achmed Theodor de Miranda (1885-1946) die in 1919 notaris te Paramaribo werd. In 1927 kwam J.A. de Miranda naar Nederland waar hij in Voorschoten naar de hbs ging en daarna studeerde hij in Den Haag voor kandidaat-notaris. In 1938 keerde hij terug naar Suriname. Nadat het Statenlid Wim Bos Verschuur midden 1943 in opdracht van gouverneur Kielstra was geïnterneerd (die daardoor geen Statenlid meer was), besloten bijna alle overige gekozen leden om af te treden. Bij tussentijdse verkiezingen later dat jaar werden alle afgetreden leden herkozen en J.A. de Miranda, die zich kandidaat gesteld had met de toezegging af te treden bij de vrijlating van Bos Verschuur, werd eveneens verkozen. Kort daarop werd Kielstra eervol ontslag verleend. Nadat Bos Verschuur in oktober 1944 was vrijgelaten verzocht deze aan De Miranda om nog even aan te blijven. Twee maanden later stapte hij op waarna Bos Verschuur begin 1945 herkozen werd. Bij tussentijdse verkiezingen later dat jaar werd ook De Miranda herkozen.
Hij werd in 1946 in de plaats van zijn vader benoemd tot notaris waarop zijn vader ruim een week later overleed. In 1948 kwam De Miranda naar Nederland voor de Eerste Ronde Tafel Conferentie als vertegenwoordiger van de Progressieve Surinaamse Volkspartij (PSV). In januari 1949 trad Henry Lucien de Vries terug als Statenlid en voorzitter waarop De Miranda voorzitter van de Staten van Suriname werd.
In april 1949 werd dat notariaat dat ook als bank fungeerde failliet verklaard. Het grote financieel tekort dat werd vastgesteld zou zijn ontstaan toen zijn vader nog notaris was. Nog diezelfde maand werd De Miranda ontslag verleend als notaris en hij gaf zijn Statenlidmaatschap op waarmee hij ook geen voorzitter van de Staten was. In hoger beroep werd De Miranda veroordeeld tot een gevangenisstraf van 3,5 jaar terwijl zijn medewerker Asgar Karamat Ali, eveneens Statenlid ten tijde van het faillissement, veroordeeld werd tot een gevangenisstraf van anderhalf jaar.
Vanaf 1968 was De Miranda nog enkele jaren voorzitter van de PSV. Hij werkte daarna nog vele jaren als juridisch adviseur van verschillende ministers van Opbouw, maakte deel uit van de koninkrijkscommissie die de onafhankelijkheid van Suriname voorbereidde. Zo ook was hij lid van de commissie die de laatste grondwet van Suriname voorbereidde. Voor al zijn goede werken in Suriname werd De Miranda onder het presidentschap van Fred Ramdat Misier onderscheiden tot Ridder in Ere-Orde van de Gele Ster. Hij overleed in 1987 op 73-jarige leeftijd.

## Familie
Zijn neef Julius Caesar de Miranda was van 1942 tot 1946 lid van de Staten van Suriname en van 1949 tot 1951 de premier van Suriname. De familie heeft veel bekende namen voortgebracht.